# Duo Duel
Duo Duel est une œuvre orchestrale de la compositrice américaine Jennifer Higdon, écrite en 2020.

## Contexte et création
Duo Duel est une sorte de concerto pour deux percussionnistes et orchestre. L'œuvre est dédiée à Svet Stoyanov et Matthew Strauss, qui en assurèrent aussi la création. Les deux solistes sont disposée devant la scène, un de chaque côté. Les instruments solistes sont des percussions à hauteur de note. Parmi eux, il y a un vibraphone et un marimba, que les deux instrumentistes se partagent, des crotales, et un total de six timbales, trois pour chacun. Ils sont souvent amené à jouer ensemble sur le même instrument. Les deux tiers du concerto est écrit pour les instruments à clavier (marimba et vibraphone), tandis que le dernier tiers est réservé aux timbales. L'œuvre est en un seul mouvement continu, mais constitué de plusieurs sections de tempo variable.
Ce concerto est connu pour être un double concerto, puisqu'il y a deux solistes, d'où le Duo du titre. Les solistes alternent les moments où ils jouent ensemble et les moments où ils sont en « duel » chacun de leurs côtés. Certaines section sont d'une grande virtuosité.

## Discographie
- Duo Duel/Concerto for Orchestra, Svet Stoyanov et Matthew Strauss (percussions), Houston Symphony, Robert Spano (dir.), Naxos, 2023, 8.559913